# FC Tschernomorez Burgas
Der FC Tschernomorez Burgas (bulgarisch ПСФК Черноморец Бургас, englisch Chernomorets Burgas) war ein Fußballverein aus der bulgarischen Schwarzmeer-Hafenstadt Burgas. Der Verein spielte in der ersten bulgarischen Liga. Präsident des 2005 gegründeten Vereins war Mitko Sabew. Ex-Bundesliga-Profi Krassimir Balakow trainierte die Mannschaft von 2008 bis Dezember 2010. Der Verein wurde 2019 aufgelöst, doch es wurde der Nachfolgerverein FC Chernomorets 1919 Burgas gegründet, der in der Saison 2023/24 in der 2. Liga Bulgariens spielt. Der Tschernomorez Pomorie fungiert als zweite Mannschaft des Clubs aus Burgas.

## Geschichte

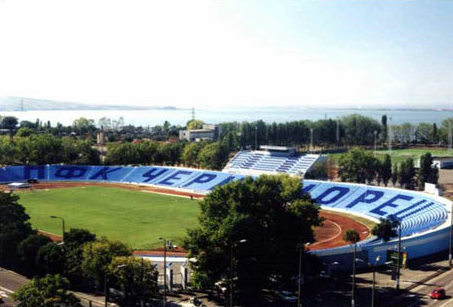
Ehem. „9 Septemvri-Stadion“

Lasur-Stadion (Innenansicht)

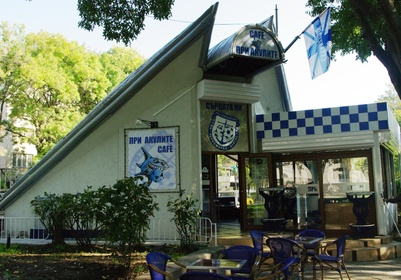
Fan-Klubhaus im Zentrum von Burgas

### Gründung, Dritte und Zweite Liga
Im Jahr 2005 wurde der Verein unter dem Namen FC Tschernomorez 919 Burgas gegründet. Der Verein sieht sich als rechtmäßiger Nachfolger des 1919 gegründeten Clubs FC Tschernomorez.
In seiner ersten Saison (2005/06) spielte der Club in der Amateurliga und qualifizierte sich für die zweite (professionelle) bulgarische Fußballliga. Seit 2002 war Mitko Sabew jedoch auch Besitzer des zweiten Fußball-Traditionsklub aus Burgas, des FC Neftochimik, der bis 2005/06 in der Ersten Liga spielte. Nachdem Tschernomorez in die zweite Liga aufstieg, besaß Sabew zwei Profiteams, was gegen die Regulierungen des Bulgarischen Fußballbundes verstieß. So versuchte Sabew gemeinsam mit der Gemeinde Burgas (der die Sportstätten des 1919 gegründeten Clubs FC Tschernomorez gehörten) noch vor Ende der Saison 2005/06 beide Clubs unter dem Namen FC Tschernomorez zu vereinen. Dem widersetzen sich jedoch die Fangruppen beider Vereine, die Bevölkerung in Burgas und Iwajlo Draschew, Präsident des ehemaligen Klubs Tschernomorez-Burgas-Balgaria, der sich auch als Nachfolger des 1919 gegründeten Clubs FC Tschernomorez ansah.
Nach dem Ende der Saison 2005/06 wurde dem FC Neftochimik wegen des oben beschriebenen Verstoßes seines Besitzers die Lizenz für die Erste Liga aberkannt, und er musste die Saison 2006/07 in die zweite Liga beginnen. Sabew trennte sich offiziell vom FC Neftochimik zugunsten von Festa Holding, die jedoch Sabew nahesteht. Nach dem misslungenen Vereinigungsversuch und dem erzwungenen Abstieg von Neftomichimik entschied man, dem FC Tschernomorez 919 Burgas die größere Unterstützung zuteilwerden zu lassen. Die besseren Spieler der zwei Teams wurden im FC Tschernomorez 919 Burgas gebündelt. Die Spielstätte beider Teams wurde das ehemalige „Neftochimik Stadion“, eines der modernsten im Bulgariens, das zu diesem Zweck in Stadion Lasur umbenannt wurde.
Im Sommer 2006 folgte auch die Umbenennung von FC Tschernomorez 919 Burgas in PSFC Tschernomorez Burgas. Die Saison 2006/07 beendete der PSFC Tschernomorez Burgas als Erster in der zweiten Liga Ost und konnte nach nur einem Jahr in der Liga direkt aufsteigen. Der FC Neftochimik wiederum wurde Zweiter mit nur einer Niederlage, von seinem Stadtrivalen.

### Erste Liga

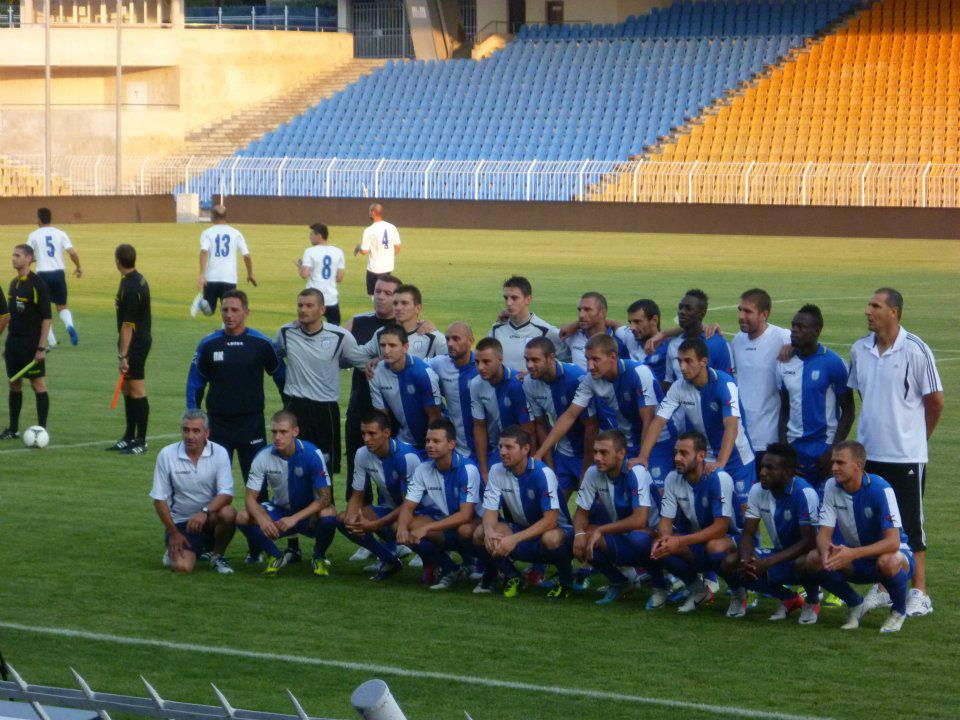
Die Mannschaft in der Saison 2012/13

Seit der Saison 2007/08 spielt der PSFC Tschernomorez in der ersten bulgarischen Liga. Nach der erfolgreichen Saison 2006/07 wurde beschlossen, das alte Stadion „Tschernomorez“ (bis 1990 Stadion „9 Septemvri“) im Bezirk Akaziite zu modernisieren. Es soll ein moderner Neubau entstehen, der bis Ende 2008 fertiggestellt sein sollte. Wegen juristischer Streitigkeiten mit dem ehemaligen Pächter des Tschernomorez-Stadions, Iwajlo Draschew, konnte dieser Plan jedoch bis heute nicht umgesetzt werden. Ein Baustart soll jedoch bis 2013 erfolgen. Bis dahin spielt der PSFC Tschernomorez seine Heimspiele im Lasur-Stadion.
Ende März 2009 unterschrieb der deutsche Ex-Nationalspieler Fredi Bobič einen bis 2014 datierten Vertrag als Geschäftsführer für Sport und Marketing. Zusammen mit seinem früheren Stuttgarter Mitspieler Krassimir Balakow, der Dimitar Dimitrow als Trainer ersetzte, wollte Bobič den Club in den nächsten Jahren in die nationale Spitze führen. Ein weiterer Legionär aus der Bundesliga, Ilia Gruev, wurde Co-Trainer. Im Juli 2010 wechselte Bobič allerdings zurück zum VfB Stuttgart, wo er die Nachfolge von Horst Heldt als Sportdirektor antrat.
Seine erste Amtshandlung in Burgas war die Verpflichtung des früheren Bremer Torwarts Pascal Borel bis Saisonende. Der etatmäßige Stammtorwart musste sich einer Operation unterziehen. Borel spielte zuletzt für Honved Budapest und hatte seine Karriere eigentlich schon beendet.
2010 wurde das moderne Trainingszentrum Hainest (bulgarisch гнездо на акули) nahe dem Stadtviertel Sarafowo Großteils fertiggestellt. Am 27. Juli 2010 verließ Bobič Tschernomorez und wurde Sportdirektor des VfB Stuttgart. Sportdirektor wurde der ehemalige bulgarische Nationalspieler Slatko Jankow.
In der Saison 2010/11 konnte Tschernomorez in der Hinrunde gegen alle Klubs aus Sofia (ZSKA, Lewski, Slawia und Lokomotive) gewinnen, lediglich der Aufsteiger Akademik Sofia konnte sich einen Punkt sichern. Die Winterpause 2010/11 verbrachte Tschernomorez auf dem 3. Platz mit 28 Punkten und einer Niederlage. Anfang Dezember wurde jedoch bekannt, dass die Großaktionäre der Petrol-Holding gegen das ambitionierte Projekt opponierten und Klub-Eigentümer Mitko Sabew sich weigerte, allein die nötigen Ressourcen für das Fünf-Jahres-Programm des Trainers zur Verfügung zu stellen. Daraufhin wurde der Vertrag mit Balakow im gegenseitigen Einvernehmen aufgelöst. Sein Nachfolger wurde der ehemalige Trainer von Minjor Pernik, Anton Welkow. Neuer Sportdirektor wurde Gian Piero Persichetti, ehemaliger Sportdirektor von Lazio Rom. Unter der neuen Führung verließen einige der Stammspieler den Klub, dafür wechselte der ehemalige deutsche U20-Nationalspieler Savio Nsereko nach Burgas.
Unter dem neuen Trainer Welkow, konnte Tschernomorez an die Erfolge der Vorrunde nicht anknüpfen. Er wurde nach vier Spielen, in denen nur einen Punkt (1:1 mit Akademik Sofia) geholt wurde, und nach drei Niederlagen (0:4 gegen ZSKA Sofia, 0:1 gegen Lewski Sofia und 0:3 gegen den Tabellenletzten Widima Rakowski) gefeuert. Neben ihm verließ das gesamte Management den Klub. Neuer Sportdirektor wurde der Anwalt aus Burgas Plamen Kirjakow. Am 21. März präsentierte der neue Vorstand Georgi Wassilew als neuen Trainer. Er unterschrieb mit dem Verein einen Vertrag über eineinhalb Jahre. Unter Wassilew konnte sich die Mannschaft stabilisieren, jedoch nicht an die Erfolge der Vorrunde anknüpfen. Im Pokalwettbewerb wurde Tschernomorez im Viertelfinale in einem Elfmeterdrama von Slawia Sofia gestoppt. Tschernomorez beendete die Saison 2010/11 auf dem 8. Tabellenplatz mit 37 Punkten und blieb hinter den eigenen Erwartungen und Zielen zurück. Das Projekt Tschernomorez konnte auch die Fans nicht überzeugen, und die Mannschaft musste ihre Heimspiele in einem fast leeren Stadion austragen.
Am 30. Mai 2011 wurde der Vertrag mit Georgi Wassilew gekündigt. Sein Platz wurde von Dimitar Dimitrow eingenommen, der den Klub aus der Dritten in die Erste bulgarische Liga brachte. Im Sommer trennte man sich auf unterschiedliche Weise von fast allen teuren, vor allem ausländischen Spieler. Dafür wurden junge und vereinslose Spieler für die Saison 2011/12 verpflichtet. Die Winterpause verbrachte Tschernomorez auf dem 3. Platz mit 33 Punkte, zwei Niederlagen und einer Tordifferenz von 25:5. Die Saison 2011/12 beendete Tschernomorez auf dem 4. Tabellenplatz mit 60 Punkten und einer Tordifferenz von 57:23 und verfehlte nur knapp die Teilnahme an der Qualifikation zur UEFA Europa League 2012/13.

## Ehemalige Spieler
- Pascal Borel (2009–2011)
- Matthias Morys (2009–2010)
- Jochen Seitz (2009–2011)

## Fans
Die Fangruppierungen teilen sich nach den Wohnvierteln der Stadt Burgas auf. Die ältesten Fangruppierungen sind die Italianzite (aus dem „italienischen“ Teil) und Alkosharks (aus dem Bezirk Meden Rudnik). In den letzten Jahren sind weitere Fanclubs wie die Blue vandals (aus den Bezirken Isgrew und Slawejkow) oder die Schülergruppierung Blue Sharks Young Crew entstanden. Es existieren auch meist kleine Fangruppen, die den harten Kern bilden, die so genannten Ultras. Sie sind jedoch um die Gruppierung BS Crew vereint.
Der zentrale Fanclub Blue Sharks unterhält freundschaftliche Beziehungen mit den Fans von PAOK Saloniki und ADO Den Haag.
2009 wurde ein Fan-Klubhaus im Zentrum der Stadt eröffnet.

## Namen und Zahlen
Der Name „Tschernomorez“, kyrillisch Черноморец (aus Tscherno more dt. Schwarzes Meer) bedeutet auf Deutsch etwa Bewohner der Schwarzmeerküste. Das Budget für die Saison 2009/10 war um die 3,776 mil. Lewa (ca. 1,8 Millionene €).

### Bilanzen
| Saison  | Liga          | Platz | S  | U  | N  | Tore  | Punkte | Pokal         | Europa |
| ------- | ------------- | ----- | -- | -- | -- | ----- | ------ | ------------- | ------ |
| 2005/06 | W Grupa (III) | 1.    | 29 | 1  | 0  | 122:9 | 88     | ---           | ---    |
| 2006/07 | B Grupa (II)  | 1.    | 19 | 6  | 1  | 57:20 | 63     | 2. Runde      | ---    |
| 2007/08 | A Grupa (I)   | 6.    | 13 | 8  | 9  | 40:32 | 47     | 3. Runde      | ---    |
| 2008/09 | A Grupa (I)   | 7.    | 11 | 10 | 9  | 41:37 | 43     | 2. Runde      | UI-Cup |
| 2009/10 | A Grupa (I)   | 5.    | 15 | 6  | 9  | 44:29 | 51     | 2. Runde      | ---    |
| 2010/11 | A Grupa (I)   | 8.    | 9  | 10 | 11 | 19:28 | 37     | Halbfinale    | ---    |
| 2011/12 | A Grupa (I)   | 4.    | 17 | 9  | 4  | 57:23 | 60     | Achtelfinale  | ---    |
| 2012/13 | A Grupa (I)   | 6.    | 14 | 5  | 11 | 32:29 | 47     | Achtelfinale  | ---    |
| 2013/14 | A Grupa (I)   | 11.   | 14 | 5  | 11 | 56:62 | 44     | Viertelfinale | ---    |

## Sponsoren
Die Hauptsponsoren sind in drei Gruppen geteilt, die Goldenen, Trikot und Silbernen: Goldener Sponsor ist Peugeot.